# NGC 924
NGC 924 (również PGC 9302 lub UGC 1912) – galaktyka soczewkowata (S0), znajdująca się w gwiazdozbiorze Barana. Odkrył ją William Herschel 29 listopada 1785 roku.